# Södra Fallet
Stora Fallet är en by vid västra stranden av Åmmelången i Lerbäcks socken i Askersunds kommun. Från 2015 avgränsar SCB här en småort.